# Massa reale
Il termine massa reale è un sinonimo di massa, ma è usato in  astronomia per differenziare la massa misurata di un pianeta dal limite inferiore di massa generalmente ricavato dal  metodo della velocità radiale.
I metodi usati per determinare la massa reale di un pianeta includono la misurazione della distanza e del periodi di uno dei suoi satelliti naturali, tecniche di astrometria avanzata che utilizzano il moto di altri pianeti all'interno dello stesso sistema stellare,  combinando tecniche basate sulla velocità radiale con osservazioni di transiti (che indicano inclinazioni orbitali molto basse), e combinando tecniche basate sulla velocità radiale con misurzioni della parallasse stellare (che anch'essa determina l'inclinazione orbitale).